# Gabriel Torres
Gabriel Arturo Torres Tejada (Panama-Stad, 31 oktober 1988) is een Panamees voetballer die bij voorkeur als aanvaller speelt. Hij verruilde begin 2018 Lausanne-Sport voor CD Huachipato.

## Clubcarrière
Torres begon zijn carrière bij Chepo FC. In zijn tijd bij Chepo werd hij uitgeleend aan San Francisco FC, La Equidad, América de Cali en Atlético Huila. Bij ieder van deze teams maakte hij een groot aantal doelpunten. In 2011 tekende hij bij Zamora FC uit Venezuela. Daar maakte hij tweeënvijftig doelpunten in achtenzestig wedstrijden. Op 8 augustus 2013 tekende hij als Designated Player bij het Amerikaanse Colorado Rapids. Daarmee werd Torres de eerste designated player uit de clubgeschiedenis. Op 18 augustus maakte hij tegen Vancouver Whitecaps zijn debuut voor Colorado. Op 6 oktober 2013 maakte hij tegen Seattle Sounders zijn eerste doelpunt. Hij maakte het vijfde doelpunt voor Colorado in een 5-1 winst op Seattle. In 2016 keerde hij terug bij Zamora. Vervolgens speelde Torres in Zwitserland voor Lausanne-Sport. Begin 2018 ging hij voor de Chileense club CD Huachipato spelen.

## Interlandcarrière
Gabriel Torres maakte zijn debuut in het Panamees voetbalelftal op 7 oktober 2005 in een WK-kwalificatiewedstrijd tegen Trinidad en Tobago (0–1 verlies). Hij nam deel aan zes edities van de CONCACAF Gold Cup, in 2007, 2009, 2011, 2013, 2015 en 2017. Zijn eerste interlanddoelpunt maakte Torres op 6 september 2006 in een vriendschappelijke interland tegen het Guatemalteeks voetbalelftal (eindstand 2–1). Panama bereikte in 2013 de finale van de Gold Cup, waarin de Verenigde Staten door een doelpunt van Brek Shea won. Op het toernooi maakte Torres vijf doelpunten, waardoor hij samen met de Amerikanen Landon Donovan en Chris Wondolowski de topscorerstitel deelde. Hij maakte deel uit van de selecties op de Copa América Centenario 2016. Torres maakte eveneens deel uit van de Panamese selectie, die in 2018 onder leiding van de Colombiaanse bondscoach Hernán Darío Gómez debuteerde bij een WK-eindronde. De ploeg uit Midden-Amerika, als derde geëindigde in de CONCACAF-kwalificatiezone, was in Rusland ingedeeld in groep G en verloor achtereenvolgens van België (0-3), Engeland (1-6) en Tunesië (1-2). Torres kwam in twee van de drie groepswedstrijden in actie voor zijn vaderland.